# Paroisse de Meyreuil
 (décembre 2010).
La paroisse de Meyreuil, située dans le département des Bouches-du-Rhône, à environ 5 km au sud-est d’Aix-en-Provence, est l’une des 120 paroisses de l'Archidiocèse d'Aix-en-Provence.
La paroisse correspond géographiquement à la ville de Meyreuil, ce qui lui donne une superficie de 20,13 km2 et selon le dernier recensement, une population de 5 109 habitants.
La paroisse de Meyreuil est très ancienne et le village lui-même prend ses racines dans la Gaule celtique puis romaine, comme le montrent des vestiges de l'époque antique.
La seigneurie de Meyreuil été la propriété du monastère aixois des Dominicaines pendant près de 500 ans. Le roi René avait son pavillon de chasse au quartier de Langesse, non loin de Beaurecueil ; à la fin du XVIIIe siècle, un grand saint vagabond qui parcourait la Provence a trouvé refuge dans une grotte du massif du Montaiguet à la limite de Gardanne; l'église Saint-Marc abrite un retable du XVIIe siècle attribué à Pierre Mignard, qui appartenait au couvent des Visitandines d'Aix-en-Provence et a été préservé de la destruction par le curé du village pendant les heures sombres de la Terreur. Enfin, une crèche artisanale animée est installée chaque année pendant les fêtes de Noël.

## L’histoire de la paroisse

### La période antique

#### L’Oppidum
Au lieu-dit la Vieille Église, au nord de l’ancienne église paroissiale Notre-Dame de la Rose, l’oppidum de Lou Casteou (anciennement nommé oppidum de Barthélémi ou castellas), implanté sur l’une des barres rocheuses sud du Montaiguet, couvre une superficie de plus d’un hectare (alt. 343 m.) Signalé pour la première fois en 1866 par le géomètre M. Audric, il n’est actuellement plus accessible, le terrain étant clôturé. Les érudits le décrivent comme un « habitat » celtique de forme rectangulaire défendu, sur deux côtés, par des fossés et, au sud, par un abrupt rocheux.

#### La Voie Aurélienne
Quand, maîtres de tout le pays, les Romains purent protéger leur système routier, ils établirent alors une nouvelle voie prolongeant vers l’est la Voie Domitienne. Ce fut la Voie Aurélienne. Celle-ci, depuis Aix, coupa à travers la nouvelle province pour rejoindre la mer à Fréjus, en empruntant les vallées de l’Arc et de l’Argens (notre Nationale 7) : elle traverse donc le terroir de Meyreuil, juste au nord de la RN7 dans le quartier de Langesse, à moins de 100 m de la chapelle romane Saint-Marc et de la bastide de la Morée. 

#### La Bastide de la Morée
La Morée, en fait le vrai pavillon de chasse du Roi René, attribuée à son escuyer Urbain de Chaussegros en 1475, est adossée au mur d’une ancienne construction romaine, elle-même âgée de deux millénaires (les familles romaines de la colonie d’Aquae Sextiae avaient des maisons sur le territoire de Marolium). Les murs intérieurs font plus d’un mètre épaisseur.
Selon le comte Henri de Gérin-Ricard, archéologue et membre de l’Académie des Sciences de Marseille, cette construction romaine aurait été une piscine alimentée par une source voisine de nature sulfureuse. Ce pouvait être une auberge, lieu de repos destiné aux voyageurs de la Via Aurelia toute proche, qui reliait Rome et Arles.

### La période médiévale

#### Haut Moyen Âge (500-987)
Au XVIIIe siècle , Cassini indique sur sa carte « Maurée » pour la ferme de la Morée. (La Carte de France dite « Carte de Cassini » doit son nom à une lignée d’astronomes et de géographes d’origine italienne qui s’installent en France dans le dernier tiers du XVIIe siècle.Utilisée jusqu’au milieu du XIXe siècle, cette carte couvre toute la France; c’est la plus ancienne carte réalisée à l’échelle topographique pour un pays entier. Elle fut commencée par César F. Cassini de Thury (1714-1784) et continuée par son fils Dominique (1748-1845); la gravure sur cuivre, entreprise en 1750 fut achevée en 1815 et elle comprend 154 feuilles de format 104x73cm et 26 de formats divers.)
La carte du Pays d’Aix fut réalisée en 1778. La Maurée, appellation d’une bastide de Meyreuil qui a appartenu au roi René, serait donc une référence à la présence sarrasine dans la région pendant plus d’un siècle.

##### Les Maures en Provence (793-975)
Après leurs défaites par Charles-Martel, les Sarrasins tentèrent des descentes sur les côtes de la Méditerranée, notamment en 793, alors que vivait encore Charlemagne; en 848, où ils surprirent Marseille; en 869, où ils prirent l'archevêque d'Arles, Rutland, qu'ils rendirent pour une forte rançon. Toutes ces tentatives furent des incursions passagères, jusqu’à ce qu’en 866, arrivés par mer, ils s'établissent sur les hauteurs du Fraixinet, aujourd'hui la Garde-Freinet. Selon les actes du Concile provincial de Valence (890), ils « réduisirent la Provence en solitude »… « Ils mirent à feu et à sang toute la Gaule subalpine » : Totam quoque Galliam subalpinam sanguine et incendio sub-merserunt (chronique de la Novalaise). 
Ces ravages durèrent plus de quatre-vingt-cinq ans (890- 975), durant lesquels ils restèrent maîtres du pays, ainsi que l'attestent les chroniques de Flodoard, chanoine de Reims (894-966). L'évêque de Crémone, Luitprand (920-972), raconte les ravages des Sarrasins dans les Alpes, sous les règnes de Hugues de Provence (926- 947) et de Bérenger II (947-961).

##### La fin des Maures en Provence (972-975)
La capture de saint Maïeul par les Sarrazins en juillet 972 causa une vive émotion dans tout le pays. Les chrétiens se levèrent comme un seul homme, pour demander vengeance d'un pareil attentat. Conrad le Pacifique, roi d'Arles (938-993), qui, depuis 960 avait fait de Vienne sa capitale, ordonna à ses hommes de prendre les armes. Guigues Il d'Albon, Beuvon de Noyers, Valentin de Pietra-Castellana, Gibelin de Grimaldi, etc., vinrent se placer sous la bannière de Guillaume, comte de Provence (960-992). 
Les chrétiens volèrent de succès en succès. Un très ancien bréviaire du diocèse de Gap, cité par Bouche, dans son Histoire de Provence, dit en propres termes : « Tandis que la ville de Gap et les terres circonvoisines étaient aux mains des Sarrasins, un chef appelé Guillaume, avec l'aide de Dieu, vainquit les susdits Sarrasins. Enfin, s'il faut en croire le chroniqueur contemporain Raoul Glaber, vers 975, les derniers Sarrazins furent chassés du Fraixinet. ».

#### Bas Moyen Âge (987-1500)

##### La seigneurie de Meyreuil (1000-1300)
Dans la liste dressée en 1098, Ecclesia Parochialis de Miroil (église paroissiale de Meyreuil) est une des paroisses que le chapitre d’Aix reconnaît comme appartenant à l’abbaye Saint-Victor de Marseille déjà en possession de la plus grande partie du « Val de Trets » (haute vallée de l’Arc) depuis le début du siècle.
En 1200 le registre Pergamenorum  énumère le Castrum (petite agglomération fortifiée sur une hauteur) de Marueil parmi ceux du territoire archiépiscopal d’Aix. Le synode de 1251 taxe l’église de Mérolio à 12 deniers.
Meyreuil se tasse au sommet d’un talus en pente raide en contrebas d’une barre rocheuse dans le Montaiguet – occupant ainsi un site de cuesta (relief de côte). 
Un étroit couloir entaille le front de la falaise calcaire et sépare en 2 blocs la plate forme qui surplombe l’agglomération. Chacun de ces rochers supportant une forteresse. 
Ces deux maisons sont citées pour la 1re fois en 1284 lorsque les coseigneurs se partagent le domaine : à l’Ouest c’est le castellas dont le nom est souvent indice d’antiquité voire de vétusté …
À l’Est un ensemble plus important d’édifices enserrés dans une enceinte est dominé par la Tour qui se dresse encore aujourd’hui sur ce plateau « aux advenues pénibles » selon le parler du XVIIe siècle.
En 1300 le seigneur de Meyreuil (condamné pour « félonie ») est dépossédé de ses terres par Charles II d'Anjou, dit le Boiteux, fils de Charles Ier d'Anjou et de Béatrice de Provence, roi de Naples, comte de Provence, d'Anjou et du Maine de 1285 à 1309. 

##### Les Littera
Sancie de Roveria est née vers 1343, dans une famille de Provençaux très attachés à leurs terres, qui vit du revenu de ses seigneuries de Meyreuil et de Rousset. En 1348, la grande peste élimine à Aix 50 % de la population. À peine le fléau paraît-il se calmer que le royaume de France exporte en Provence son insécurité et ses désordres. Jean le Bon prisonnier en Angleterre, la guerre se termine, et des bandes armées qui ravageaient le royaume, partent chercher fortune en terre d’empire. Le pape Innocent VI , à Avignon, achète leur départ, mais un redoutable chef de bande, Arnaud de Cervole, s’empare de Saint-Maximin, où ses soudards multiplient vols, viols et tueries, puis décide de s’emparer d’Aix », qu’il vient assiéger en mars 1358. Après des assauts meurtriers contre des remparts que les habitants avaient renforcés, les assaillants sont finalement repoussés et Aix est sauvée : partout ce ne sont que destructions, maisons en ruines, terres abandonnées.
Transmission de la seigneurie de Meyreuil:
1343-1415 Sancie de Roviera / 1415-1431 ses héritiers mâles / 1431-1438 les seuls Elzear et Henri / 1446-1451 Guillaume de Littera / Après 1451 Johanona, petite nièce de Guillaume.

##### Les Dominicaines d’Aix, seigneurs de Meyreuil (1308-1792)
En 1290 Charles II d’Anjou (roi de Sicile et comte de Provence) transfère à Aix une petite communauté de Dominicaines qui végétait depuis trois ans à Marseille. 
Il les affecte au service de l’Aumône et leur attribue la dotation de cette institution, dont la bastide de la Durane où il les loge. Mais elles ne s’y plaisent guère. Cédant à leurs récriminations, le roi acquiert l’ancien couvent des Sachets, ordre supprimé au concile de Lyon, et les y installe en 1292. 
Le monastère de Saint-Barthélémy des Dominicaines de Notre-Dame de Nazareth
Il se situe auprès des remparts, dans un enclos, dit de Saint-Antoine, (acheté par le roi) aux moines de Saint-Victor de Marseille. Le chemin conduisant des remparts au couvent prit le nom de chemin de Nazareth et il le conserva quand, au milieu du XVe siècle, il devint une rue comprise à l’intérieur de ces remparts. 
Charles II multiplie en faveur des religieuses les donations de revenus et les concessions de privilèges : exemption de bans, leydes (contributions indirectes en usage dans le Centre et le Midi de la France, comparables aux tonlieux dans le Nord; droit de halage ou mesurage qui se percevait au marché sur les grains, les fruits et autres denrées exposées; droit également perçu sur les ventes et impôts sur toute la Provence; et des donations importantes : revenus sur les péages comtaux d’Orgon et Saint-Paul-lès-Durance, revenus sur les pêcheries de Martigues (1297), seigneurie de Meyreuil, droits et moulins à Pertuis, biens à Aix et son terroir. Son fils Robert, confirma ces privilèges, biens et droits.
Les « dames » de Nazareth
Elles se recrutent parmi les familles nobles mais aussi dans les milieux de marchands et de juristes qui sont à Aix et dans le comté une véritable puissance. Et leur couvent, avec ses jardins et ses fontaines, est un des plus beaux bâtiments de la ville. Tout comme celui des Clarisses au Gallet-Cantant, fondé par la reine Sanche, femme du roi Robert, en 1337, autre « monastère royal ». 
Charles II fit choix d’un autre sanctuaire (que l’église des Hospitaliers) pour son dernier repos. Son testament fait obligation à son héritier, sous peine de perdre ses droits sur les comtés de Provence, Forcalquier et Piémont, de transférer ses restes dans un délai de deux ans après sa mort au couvent de Nazareth à Aix.
Lorsque les Dominicaines reçurent le fief de Meyreuil en 1308 (confisqué au seigneur de Meyreuil « pour cause de félonie »), elles y établirent une maison de plaisance et construisirent une nouvelle chapelle sur leur nouveau domaine de Labouaou, en contrebas du castrum médiéval, au midi du village. Les religieuses quittaient Aix chaque année avec leur abbesse et s’en venaient passer au grand air les mois de canicule. 
Dans les premières années du XIVe siècle, le Couvent Royal s’est implanté dans le village : les Dames de Nazareth vont en peu de temps racheter part après part les droits des différentes familles possessionnées dans le castrum. Bien vite il ne subsistera en face d’elles que deux lignées de damoiseaux (jeunes gentilshommes qui n’étaient pas encore chevaliers, dans le haut Moyen Âge) : la descendance des Blagueria de Rouviera (ou de Meyreuil) et la postérité de Raymond de St Marcel. Ce double héritage est recueilli par la famille aixoise des Littera avant 1403. 
C’est à cette implantation des Dominicaines dans le village que l’on doit de disposer d’une documentation abondante sur cette localité et sur son évolution démographique. 
Un cartulaire de 1318-1319 permet de se faire une idée de l’importance démographique de Meyreuil à cette époque. Les censitaires (ceux qui payaient le cens, redevance due par les tenanciers au seigneur) habitant la localité sont au nombre de 73, soit 69 foyers dans la seule censive des Dominicaines. On peut estimer à une centaine le nombre de familles qui résident sur la totalité de la commune, ce qui est important pour l’époque.

###### Les guerres de religion (XVIesiècle)
L’Archevêque d’Aix consacra l’église des Dominicaines le 17 janvier 1501 sous le nom de St Barthélémy. Elles continuèrent à conserver dans leur couvent le corps de leur bienfaiteur Charles II, objet de grande vénération de la part du peuple provençal, tout habillé dans un cercueil de cyprès recouvert de vitrage. 

###### La Ligue
Pendant la « Sainte Ligue », Meyreuil eut une histoire mouvementée. Le château de Meyreuil servit de prison en 1590 pour des détenus politiques notamment 4 conseillers au Parlement. 

###### La Révolution
Les bâtiments du monastère des Dominicaines furent vendus au titre des biens nationaux en 1791 et détruits. Le cercueil de Charles II allait disparaître en 1792. Cette année-là, les religieuses se transférèrent dans leur terre de Meyreuil.

### La période moderne
Les Archives départementales des Bouches-du-Rhône (fonds des Dominicaines, dépôt d’Aix, série 68H) détiennent trois registres intitulés « Cadastres de Meyreuil et de son terroir », copies réalisées à la demande du monastère de Saint-Barthélémy des Dominicaines de Notre-Dame de Nazareth, seigneur du lieu de Meyreuil, depuis le début du XIVe siècle.
La copie du cadastre de 1584-1585 fut effectuée en 1726 par maître François Gilles, notaire royal d’Aix et greffier du monastère de Saint-Barthélémy, sur ordre de Mme de Monteguillon, supérieure du monastère. 

#### Terroir: la part de l’inculte
Le Cadastre de Meyreuil et de son terroir de 1584-1585 est divisé en plusieurs articles correspondant chacun à un propriétaire soumis à la taille. Chaque bien cadastré, enregistré ainsi au nom de son possesseur, est défini selon sa nature (terre, vignes, affart de terres, affart de vigne, jardin, bastide, gaste), sa localisation (quartier, lieu-dit, confronts donnés selon les cardinaux) et sa superficie ou contenance. Il est ensuite estimé le montant de l’impôt.
Dans le cadastre de 1601, le Montaiguet, partie du terroir de Meyreuil, apparaît comme « terre gaste de Monteigues » ou simplement comme « terre gaste » (le seul vocable de l’époque utilisé pour désigner l’inculte est le gast). À deux reprises, la mention de « terre gaste des Dames » rappelle toutefois l’origine seigneuriale de ce fonds en évoquant de manière elliptique les Dominicaines de Notre-Dame de Nazareth. Sur les 97 propriétés enregistrées en 160, 12 seulement sont en contact avec la terre gaste, et seule une terre compte le gast sur trois de ses côtés.
Le cadastre de 1729 ne fait plus aucun état des terres gastes, en revanche, se multiplient alors dans les confronts des propriétés cadastrées les mentions de la « bosque des Dames de Meiruiel ». Ces bois sont alors localisés aux Grandes Bosques –quartier qui apparaît en 1729 et que l’on peut situer sans précision au nord du Montaiguet, à proximité de l’Arc, ainsi que sur le passage du chemin de la vieille église…

#### Château de la Saurine, ou Rochefontaine
Fin XVIIe siècle : la propriété, située au bord de l’Arc, s’appelait Roche-Fontaine, sources et rochers composant alors avec la végétation un beau cadre champêtre.
Début XVIIIe siècle : Pierre Saurin, jurisconsulte aixois de renom et procureur du pays en 1706 et 1724 sous Louis XIV (le roi lui disait « parlez Saurin, vous qui savez la loi… » ), fit construire un pavillon en ce lieu dont il était devenu propriétaire et auquel il allait donner son nom. La construction, attribué à Pierre Puget, est précédée par un remarquable et monumental escalier à double révolution… Les proportions de la façade, sur deux niveaux à huit fenêtres, sont aussi considérables, avec, aux deux angles, d’élégantes tours-échauguettes percées de plusieurs ouvertures. La terrasse est ornée de sphinges et de vases…

#### Pont des Trois Sautets
Construit en 1655, le Pont des Trois-Sautets, situé au sud d'Aix-en-Provence, au bord de la RN 7, est un petit pont en pierre à une seule arche en dos d'âne qui enjambe la rivière de l'Arc. Il est classé monument historique. Le nom du pont vient des trois petits sauts (ou « sautets ») qu'il fallait faire sur trois grosses pierres pour franchir l'Arc en cet endroit avant l'érection de l'ouvrage. Le pont des Trois-Sautets, rendu célèbre par Cézanne au milieu du XIXe siècle, plaisait aussi à Winston Churchill qui aimait se promener sur les bords de l’Arc.

#### Bastide de Valbrillant
XVIIIe siècle : lors des troubles révolutionnaires, le chevalier de Guiramand fut arrêté dans cette propriété. Une bande armée de paysans le conduisit sur une charrette jusqu’à Aix, où il fut pendu à un arbre du Cours Mirabeau, le 14 décembre 1790. Ancien directeur de l’Académie royale d’équitation d’Aix, il était âgé de 77 ans … 
On raconte que la marquis de Fontienne, propriétaire des lieux, se cachait dans un arbre creux énorme pour échapper à ses poursuivants… Dans le même temps, l'abbé François Mallet, vicaire de Meyreuil, célébrait la messe, de nuit dans la chapelle de la tour, se cachant le jour sous les habits d'un valet de ferme. 
Bâtiment modeste, façade à un étage de quatre fenêtres ouvrant sur une cour ceinte par un mur de pierre, avec entrée à deux pilastres. La propriété fut par la suite scindée en deux. La partie la plus ancienne, située au Sud-Ouest, alors propriété de Madame Petit, a fait l'objet d'un legs à la commune de Meyreuil en 2006. La propriété est ouverte au public notamment lors de la journée du patrimoine.

### La Mémoire

#### La Libération de Meyreuil 20 août 1944
À l’occasion du cinquantenaire de la Libération, 70 anciens ont raconté la plus longue journée du village. Peu nombreuses et mal équipées, les Forces françaises de l’intérieur, les Francs-Tireurs et Partisans Français, tentent, et réussissent tout de même d’audacieux coups de main. 
La nuit, bruits de bottes et cliquetis des armes sur la N7 : dans un défilé continuel des débris de la Wehrmacht, c’est la retraite de l’occupant. Chassés du Var et harassés par une longue marche, les Feldgrau traînent leurs godasses, harcelés par la Résistance et mitraillés par la chasse alliée: la plupart sont jeunes 16-17 ans ou âgés 40-50 ans, Polonais, Autrichiens, Arméniens… incorporés d’office et peu concernés par l’Allemagne nazie.
Cependant quelques sections de vieux « baroudeurs » vont se battre jusqu’au bout, et c’est à Meyreuil que la bataille a lieu.
Robert Borgarino a réalisé un récit de cette journée du 20 août 1944 qui aura coûté à Meyreuil trois victimes civiles, leur nom est gravé sur le Monument aux Morts du village. « …nous ne saurons pas de combien de vies américaines il aura fallu payer la journée du 20 août ; 10 ou 20 peut-être et des blessés innombrables. Qu’ils viennent de l’Oregon ou de l’Alabama, de Bâton-Rouge ou de Sacramento, en quoi tous ces jeunes qui ont laissé là leur vie ou leur intégrité physique, étaient-ils concernés par la campagne de France ?…le dernier voyage de ces héros va se faire vers Puyloubier. Là-bas, 2 gradés ont loué une pièce : ils procèdent à l’identification des victimes, recueillent leurs objets personnels, les placent dans un sac, et les font ensevelir dans le champ d’à-côté. Sur cette tombe, en attendant la sépulture dans la nécropole internationale de Luynes, ils placent leur plaque individuelle. »

#### LeXXesiècle
L’Association meyreuillaise du Musée de la Mémoire Militaire réalise des expositions thématiques sur les grands conflits du XXe siècle (1914-1918 – 1939-1945 – Indochine - Algérie) pour des mairies, des associations patriotiques, des écoles et l’armée, notamment lors des JAPD (Journées d'Appel et de Préparation à la Défense) 

#### La Lumière
En décembre 2008 à l’occasion de la Sainte Barbe, la municipalité de Meyreuil a inauguré le square du Mineur, où trône une réplique en métal de la lampe du mineur : dans un passé récent, la petite flamme de cette lampe signifiait protection de la vie, puisqu’elle s’éteignait en présence de grisou, l’ennemi mortel du mineur.

## Repères historiques
- 102 av. J.-C. : bataille livrée à Pourrières par le général romain Caius Marius qui repousse les Ambro-Teutons. Le sud-est devint provincia de l’empire.
- 64-67 : Marc écrit son évangile, il avait connu le Christ, mort en 33. Il est martyrisé en Égypte en l’an 67.
- 475 : fondation du monastère Saint-Victor à Marseille.
- Ve – IXe siècles : période troublée, insécurité : grandes invasions barbares, Vandales, Burgondes, Wisigoths, Ostrogoths, Francs, Vikings… Les Sarrazins dominent la Méditerranée provençale du VIIIe au Xe siècle.
- 1098 : Ecclesia parecchlialis de Miroil est une de celles que le chapitre d’Aix reconnaît appartenir à l’abbaye de Saint-Victor de Marseille.
- 1300 : le seigneur de Meyreuil (condamné pour « félonie ») est dépossédé de ses terres par Charles II.
- 1308 : don de la terre de Meyreuil aux Dames de Saint-Barthélémy par Charles II.
- 1348 : ravages de la peste en Provence ; la population de Meyreuil en subit rudement l’épreuve.
- 1441 : André de Burle, seigneur de Curlan et de Champclos, échappe à la mort en invoquant Saint Marc, il fait alors restaurer la chapelle Saint-Marc.
- 1475 : le roi René cède sa « bastide » (de la Morée) à son écuyer Urbain Chaussegros - acte de donation daté du 3 janvier.
- 1562-1598 : les Guerres de religion entre Catholiques et Protestants ravagent la France. Épisode de la « journée des épinards » à Meyreuil, le 24 avril 1562 : les Catholiques dispersent les Huguenots qui avaient perturbé leur pèlerinage à la chapelle Saint-Marc.
- 1580 : population de Meyreuil : 57 possesseurs de biens, 29 bastides.
- 1590 : emprisonnement de quatre conseillers du Parlement d’Aix, partisans de la Ligue, dans le castellum (village fortifié) de Meyreuil.
- 1593 : le castellum est démoli par ordre du Comte de Carcès, chef des Ligueurs, pour éviter que les troupes du Duc d’Epernon ne s’y fortifient. L’église qui était à côté subit le même sort, mais relevée quelques années plus tard, elle servira au culte jusqu’en 1687.
- XVIIe siècle : construction de la bastide de Vallerillant, appelée aujourd’hui Valbrillant ou Valbriant (près du Canet)
- 1655 : construction du Pont des Trois-Sautets.
- 1676 : restauration de la chapelle St Marc de l’Arc.
- 1687 : la vieille église Notre-Dame de la Rose est abandonnée.
- 1689 : construction de l’église de Meyreuil (dénommée Saint-Marc), livrée au culte le 15-09-1689.
- Fin XVIIe-début XVIIIe : édification du château de Rochefontaine (dit château de la Saurine) du nom de son propriétaire Pierre Saurin, sur plans attribués à Pierre Puget.
- 1728 : 50 chefs de famille à Meyreuil
- 1773 : Benoît Joseph Labre passe l’hiver dans une grotte du vallon du Chicalon, à Meyreuil.
- 1794 : le 19 frimaire de l’an III, confiscation de la chapelle aux Dominicaines.
- 1796 : vente de la chapelle St Marc comme bien national aux sœurs Milles, avec la Saurine et la Morée.
- 1824 : dans les « Annales de Provence » on signale d’importants vestiges romains à la ferme de La Morée.
- 1889 : célébration du bicentenaire de l’église St Marc sous la présidence de Mgr Gouthe-Soulard, Archevêque d’Aix.
- 1901 : découverte d’un petit atelier de potier romain entre la chapelle St Marc et la ferme de la Morée, par l’archéologue Henri de Gérin-Ricard.
- 1911 : grande fête de Jeanne d’Arc avec bénédiction de sa statue, avec l’abbé Delmas.
- 1928 : exploration de la concession minière de Meyreuil (population : 766)
- 1950 : construction de la première tranche de la centrale thermique de Provence.
- 1964 : restauration de la grande nef de l’église St Marc.
- 1968 : tableaux et retables classés monuments historiques.
- 1970 : restauration du grand autel et du retable de la Visitation.
- 1977 : décembre, ouverture de la crèche de Jean-Pierre Gournés, messe de minuit avec les petits chanteurs d’Aix.
- 1984 : déclaration de l’association « Les Amis de St Marc la Morée » dont le maire Chazal est le président d’honneur.
- 2003 : fermeture de la mine exploitée par les Charbonnages de France. (population : 4500)
- 2008 : inauguration du Square du Mineur au Plan de Meyreuil, par le maire M. Robert Lagier[4].

## Le patrimoine sacré

### L’église paroissiale (XIesiècle)
L’époque à laquelle ont été édifiés le château fort et l’église Notre-Dame-de-la-Rose reste approximative. Le premier témoignage date de 1098 : « Ecclesta parchialis de Mireil » est une de celles que le chapitre d’Aix reconnaît appartenir à l’abbaye Saint-Victor de Marseille, déjà en possession de la vallée de Trets. En 1200, la liste Pergam mentionne la présence du Castrum de Mairoil à côté de l’église. 
En 1292, Charles II, dit « le Boîteux », Comte de Provence, fonde le monastère des Dames de Saint-Barthélémy à Aix-en-Provence. En 1300 le château est démoli, le seigneur de Meyreuil ayant été condamné pour « félonis » et dépossédé de ses terres par Charles II, lequel en fait don en 1303 à ces religieuses dominicaines. Pendant ce temps, Notre-Dame-de-la-Rose continue son service d’église paroissiale. « Chaque année, raconte-t-on, à la saison, les Dominicaines quittent leur couvent de Saint-Barthélémy et s’en vont à la mode Italienne, passer quelques jours dans leur domaine »… Difficile d’accès et en mauvais état, Notre-Dame-de-la-Rose fut interdite d’accès en 1687 et la décision fut prise de construire une nouvelle église.
Sur les ruines de l’ancienne église Notre-Dame-de-la-Rose, s’élève aujourd’hui une maison de campagne qui est une propriété privée. Cette maison, construite à la fin du XVIIe siècle, a subi elle-même plusieurs restaurations successives : ainsi se superposent en cet endroit des vestiges datant de l’époque celto-ligure jusqu’au XIXe siècle. Un pan de mur, seule trace de l’existence du château médiéval, se dresse au-dessus du toit de tuiles rouges de la villa. 

### La chapelle Saint-Marc (Xe–XIIesiècles)
L’Association « Les Amis de Saint Marc la Morée » est déclarée en 1984 et s’est depuis attachée à restaurer ce lieu sacré millénaire.
Les Sarrasins définitivement éloignés, les Francs, Wisigoths, Ostrogoths assimilés sous la férule des Capétiens, on doit cette chapelle, à peine plus grande qu’un oratoire, aux chrétiens des environs de l’an 1000 : les nets caractères du 1er étage roman en font foi.
Ces premiers pratiquants, devenus nombreux, ont fait disparaître toute trace de paganisme, en achevant de raser le temple romain dédié à Mars, qui était là depuis dix siècles, à quelques mètres de la « villa rustica » et de la Voie Aurélienne. 
Leurs fondations se sont peut-être mêlées aux vestiges des habitats Salyens, Celtes, Gaulois, Ibères, Grecs, Ligures, Phéniciens qui se sont superposés…
1444 a vu l’agrandissement de l’édifice. Le donateur, le Seigneur André de Burle, va agrémenter la statue d’un socle sur lequel il grave la date et ses armoiries. Il sera généreux pour remercier saint Marc d’avoir détourné un énorme rocher qui allait l’écraser alors qu’il passait par là. Ce miracle a fait encore croître la dévotion envers le saint. Chaque année, le 25 avril, était organisée une procession au départ de la ville d’Aix.
Aujourd’hui un pèlerinage a lieu chaque année à la chapelle Saint-Marc le 25 avril, jour de la fête du saint.

### L’église Saint-Marc (XVIIesiècle)
Au début de 1687 la première pierre de l’édifice est posée : l’église est achevée au bout de 2 ans, petite, sans colonnes, ni chapiteaux, ni orgue, en toute humilité : pauvre, très pauvre, comme la maison claustrale tout à côté. Elle est livrée au culte en 1689, ainsi qu’en fait foi la date gravée sur le fronton de la porte d’entrée. 
Le 5 juillet 1818, la mairie, aidée des deniers de la fabrique, fit construire la petite nef latérale : la population avait augmenté et l’église primitive se trouvait trop petite, surtout aux jours de grande solennité.
Enfin, en 1849, l’agrandissement de l’église s‘imposa de nouveau et on ajouta le sanctuaire.
L’abbé Ribon la fait restaurer en 1891. Le deuxième centenaire de la construction de l’église Saint-Marc a été célébré en septembre 1889 avec un faste particulier sous la présidence de Mgr Gouthe-Soulard, Archevêque d’Aix. 
Lors du tricentenaire, le nouvel autel est inauguré par Mgr Panafieu et le curé Marek, avec le lion de saint Marc, vitrifié, qui d’en haut irise les murs pâles tout au long de la course du soleil.

#### Le retable de la Visitation
Lorsqu’on entre dans l’église, on aperçoit l’autel majeur à retable, en bois doré ciselé, qui encadre le mystère de la Visitation : ce tableau, qui porte la marque de l’école de Mignard. Deux colonnes, en bois doré elles aussi, encadrent cet autel. De part et d’autre, figurent les statues de saint Augustin et de saint François de Sales, ainsi que des angelots.

#### Le retable du Sacré-Cœur
Au milieu de la nef latérale, près d’un confessionnal néogothique en noyer, se trouve l’autel du Sacré-Cœur, en bois doré lui aussi, caractérisé par la grande sobriété de ses décorations, et dominé par un retable dont la peinture représente l’apparition du Christ montrant son cœur, en juin 1675, à sainte Marguerite-Marie Alacoque, religieuse de l’Ordre de la Visitation, canonisée en 1920.

### Les oratoires

#### L’oratoire Sainte-Barbe
L’oratoire se trouve près de l’ancien carreau de la mine à Meyreuil et date peut-être de l’époque à laquelle le puits Dubreuil, premier puits vertical, a été foncé, c’est-à-dire, après 1819 (quelques années après Waterloo…).On va trouver l’oratoire en pierre, dissimulé derrière la végétation.
Un toit à quatre pentes surmonté d’une croix en métal, protège une niche fermée par une petite grille, mais la statue de Sainte Barbe a disparu. Seules quelques fleurs rouges témoignent d’une dévotion passée.

#### L’oratoire Saint-Marc
Le vieil oratoire Saint-Marc, près du chemin de Rambert à Meyreuil, est installé sur la crête du coteau et domine toute la vallée où s’étendent les quartiers de Coteau Rouge, Payannet et Chabanu. Le petit monument est protégé par un toit à quatre pentes surmonté d’une petite croix en fer forgé. Des réparations ont été faites en 1932 avec l’aide des Amis des Oratoires, M. l’Abbé Delmas étant curé. « Pendant de longues années, le jour de la fête du saint patron, le 25 avril, la statue de Saint Marc était portée par quatre hommes, en procession jusqu’à cet oratoire, à 1 km environ de l’église, près du petit hameau des Roux…Il faut signaler aussi que la tradition de la vente de pains bénis au profit de l’Église, le jour de la Saint-Marc, a été interrompue lors de la guerre 39-45 »

#### L’oratoire Saint-Benoît-Labre
L’oratoire de saint Benoît-Labre, situé dans le petit vallon agreste et accidenté du Chicalon, à la limite entre Aix et Meyreuil, près de la bastide des Anges, daterait de 1876. En ruines aujourd’hui, il portait sur son fronton une inscription en provençal, « Au bienheureux Benoît Labre, en souvenir des nuits passées dans cette vallée ». Benoît Labre s’est en effet retiré dans une grotte du vallon de Chicalon, le "Subiaco labrien" en pays d’Aix, lors d’un nouveau séjour en France vers 1773-74. (Benoît de Nursie fonda son premier monastère vers l'an 500, à Subiaco, province de Rome en Italie)
La grotte du Chicalon
Un peu en amont du rocher du « saut des nonnes », sur le versant occidental du vallon, on découvre la petite grotte où le Vagabond de Dieu a choisi son refuge d’ermite lors de son passage en Provence pendant l’hiver 1773-74, un site isolé à la beauté sauvage.
Le 3 mai 2008, le Père Gontier, curé du Tholonet, est venu ici, accompagné d’habitants du Chicalon, pour bénir cette grotte en mémoire d’une hirondelle de grand chemin qui a marqué son temps et qu’André Breton appela le « Mendiant étincelant » (cité lors du colloque qui s'est tenu au Centre d'Histoire Religieuse de Lille en 1984.) 
L’oratoire du quartier de Roman
C’est un petit monument moderne érigé en 1934 par M. J. David, à la mémoire du Saint vagabond, qui fut recueilli un temps au château de Roman, non loin de là. Le médaillon au sommet du monument n’est pas l’original, qui, lui, aurait disparu. 
Une inscription en provençal est gravée dans la pierre : EN L’AN 1774 - SAN LABRE - ASSOUSTA PER LOU - PASTRE DE ROUMAN - EN REMEMBRENCO - DACO EN SEGNE - JOUSE DAVID A - OUBOURA A OU ESTOL - MICHOUN OURATORI - EN L’AN 1934 - SAN LABRE - PREGA PER NAUTRI - HAU-RELIEU D’APRES - UN RETRA DOU SAN - QUE SATROBO OU - MUSEUM DOU - VILLA-ZAI (Traduction du texte en français : En l’an 1774, Saint Labre fut abrité par le berger M. Roman; en souvenir de cela M. Joseph David a élevé ce petit oratoire en l’an 1934. Saint Labre priez pour nous. Haut relief d’après un portrait du Saint qui se trouve au Musée du Vieil-Aix.
Fils spirituels de Benoît Labre
PAUL VERLAINE, Poète français (1844-1896) : « St Benoît-Joseph Labre, la seule gloire française du XVIIIe siècle, mais quelle gloire ! » 
Comme l’Église est bonne en ce siècle de haine, D’orgueil et d’avarice et de tous les péchés, D’exalter aujourd’hui le caché des cachés, Le doux entre les doux à l’ignorance humaine, Et le mortifié sans pair que la Foi mène, Saignant de pénitence et blanc d’extase, chez Les peuples et les saints, qui, tous sens détachés, Fit de la Pauvreté son épouse et sa reine, Comme un autre Alexis, comme un autre François, Et fut le Pauvre affreux, angélique, à la fois Pratiquant la douceur, l’horreur de l’Évangile ! Et pour ainsi montrer au monde qu’il a tort Et que les pieds crus d’or et d’argent sont d’argile, Comme l’Église est tendre et que Jésus est fort. /
Paul Verlaine - "Souvenirs" (« le Prince des Poètes » a dédié ce poème à St Labre, pour sa Canonisation le 8 décembre 1881)
GERMAIN NOUVEAU, Poète français (1851-192) : 
C'est Dieu qui conduisait à Rome,
Mettant un bourdon dans sa main,
Ce saint qui ne fut qu'un pauvre homme,
Hirondelle de grand chemin,
Qui laissa tout, son coin de terre,
Sa cellule solitaire,
Et la soupe du monastère,
Et son banc qui chauffe au soleil,
Sourd à son siècle, à ses oracles,
Accueilli des seuls tabernacles,
Mais vêtu du don des miracles
Et coiffé du nimbe vermeil (…).
Fière statue enchanteresse
De l'autorité que Dieu dresse
Au bout du siècle de l'ivresse
Au seuil du siècle de l'argent (…).
Beau paysan, ange d'Amettes,
Ayant aujourd'hui pour trépieds
La lune au ciel et la comète,
Et tous les soleils sous vos pieds ;
Couvert d'odeurs délicieuses,
Vous, qui dormiez sous les yeuses
Vous, que l'Église aux mains pieuses
Peint sur l'autel et le guidon,
Priez pour nos âmes, ces gouges,
Et pour que nos cœurs, las des bouges,
Lavent leurs péchés noirs et rouges
Dans les piscines du pardon.
Germain Nouveau - "Humilité"

## L’Unité pastorale Étoile Saint-Michel
Mimet fait partie de l’unité pastorale Etoile Saint Michel regroupant cinq paroisses et qui fut créée en 2001. Le curé, assisté de deux vicaires, habite à Gardanne, où se trouve le secrétariat. De nombreux laïcs de Mimet participent aux actions pastorales, notamment au jumelage avec la paroisse de Péhunco au Bénin.